# Daniel Anthony
Daniel Jevaughn Anthony, född 4 oktober 1987, är en brittisk skådespelare. Han har medverkat i flera TV-program som mindre återkommande eller regelbundna roller och är känd för sin roll som Clyde Langer i Doctor Who spin-offserien The Sarah Jane Adventures.

## Film
- Shockumentary
- Dis/Connected
- Leo
- Comic Relief 2009
- Rules of Love

## TV
- Casualty
- EastEnders
- Dream Team
- Doctors
- Coming Up
- Casualty
- As the Bell Rings
- The Sarah Jane Adventures
- Ett fall för Frost
- Demons
- Guess with Jess
- SJA: Alien Files
- My Sarah Jane: A Tribute to Elisabeth Sladen